# Baritonski saksofon
Baritonski saksofon je po razponu najnižji in največji od štirih glavnih inštrumentov v družini saksofonov.